# District de Ghanche
Le district de Ghanche est une subdivision administrative du territoire Gilgit-Baltistan au Pakistan.